# Amy Camacho
Amy Louise Camacho Wardle (Los Ángeles, 5 de agosto de 1963 - Puebla, 25 de junio de 2020), más conocida como Amy Camacho, fue una empresaria, activista, ambientalista y funcionaria pública mexicana. 
Entre 1980 y 2011, fue directora general de Africam Safari, siendo presidenta del Consejo de Administración de ese parque de conservación de 2011 hasta su fallecimiento. Fue secretaria de Sustentabilidad Ambiental y Ordenamiento Territorial en el estado de Puebla entre 2011 y 2012. Asimismo, fue consejera de  “Dale la cara al Atoyac”, asociación civil que busca la regeneración de la cuenca del alto Atoyac. La revista Expansión la consideró como una de las 10 mujeres más influyentes de México.

## Biografía
Amy Camacho nació el 5 de agosto de 1963 en Los Ángeles, California. Fue la mayor de los ocho hijos de Carlos Camacho Espíritu y Louise Wardle.
Cuando era muy pequeña, su familia se mudó a la Ciudad de Puebla, instalándose en las cercanías del lago de Valsequillo y el río Atoyac, en donde iniciaron una colección privada de fauna silvestre. 
El 2 de abril de 1972, la familia Camacho abrió las puertas de Africam Safari, el primer zoológico de su tipo en América Latina, por albergar a los animales en un espacio libre que emula la vida en su hábitat natural.
En 1976, cuando Amy tenía apenas 13 años, su padre murió como consecuencia de las heridas causadas por un tigre de bengala en un accidente. Cuatro años después, Louis Wardle falleció a causa de un tumor cerebral. En 1980, a los 17 años de edad, Amy asumió el liderazgo del zoológico con el apoyo de sus hermanos menores.  
En 1992 se convirtió en la primera mujer en aparecer en la portada de la revista Expansión, debido al éxito de su gestión al frente del zoológico. 
Bajo la dirección de Amy, Africam Safari se convirtió en uno de los santuarios animales más importantes de México y América Latina, albergando a más de 5 mil animales de 450 especies y con un importante programa de conservación de animales en peligro de extinción. 
Entre los años 1996 y 2000, fue presidenta del Consejo Estatal de Turismo en Puebla. Además, participó como miembro del buró de decisiones estratégicas del ayuntamiento de Puebla en el período 2002 - 2005.
Fue consejera de diversas instituciones públicas y privadas, incluidas la Benemérita Universidad Autónoma de Puebla, la Universidad de las Américas Puebla y la asociación civil Naturalia, A.C.
En 2008 recibió el premio "Mujeres empresarias" otorgado por CANACINTRA.
Cedió la dirección del zoológico a su hermano Frank Carlos en el año 2011, para integrarse al gabinete del panista Rafael Moreno Valle Rosas como titular de la Secretaría de Sustentabilidad Ambiental y Ordenamiento Territorial en el estado de Puebla, cargo que ocupó hasta octubre de 2012, impulsando proyectos como la creación del Ecoparque Metropolitano y el museo interactivo del río Atoyac.
Tras renunciar a su cargo en la Secretaría de Sustentabilidad Ambiental y Ordenamiento Territorial, realizó múltiples convenios internacionales para la conservación de especies en conjunto con sus hermanos, incluido el rescate de nueve elefantes provenientes de Namibia.
Posteriormente, viajó a Chile para encabezar un proyecto similar a Africam Safari en este país.
Camacho Wardle falleció el 25 de junio de 2020, tras varios días de hospitalización debido a un derrame cerebral.